# Ганс Розенкранц
Ганс Розенкранц (нім. Hans Rosencrantz; 9 серпня 1890, Вельштайн, Німецька імперія — 6 вересня 1916, Маленкур, Франція) — німецький льотчик-ас, лейтенант Прусської армії.

## Біографія
Учасник Першої світової війни, служив спосетрігачем в 1-й бойовій ескадрильї. Літав на двомісному розвідвальному літаку LFG Roland C.II з льотчиком лейтенантом Вільгельмом Фальбушем. Разом вони здобули 5 перемог і загинули в бою: їхній літак був підбитий британським льотчиком Вільямом Сандеєм, який літав на А3431 Sopwith 1 1/2 Strutter. Машина спалахнула і впала.

## Нагороди
- Залізний хрест 2-го і 1-го класу
- Нагрудний знак пілота-спостерігача (Пруссія)